# Le Dépositaire

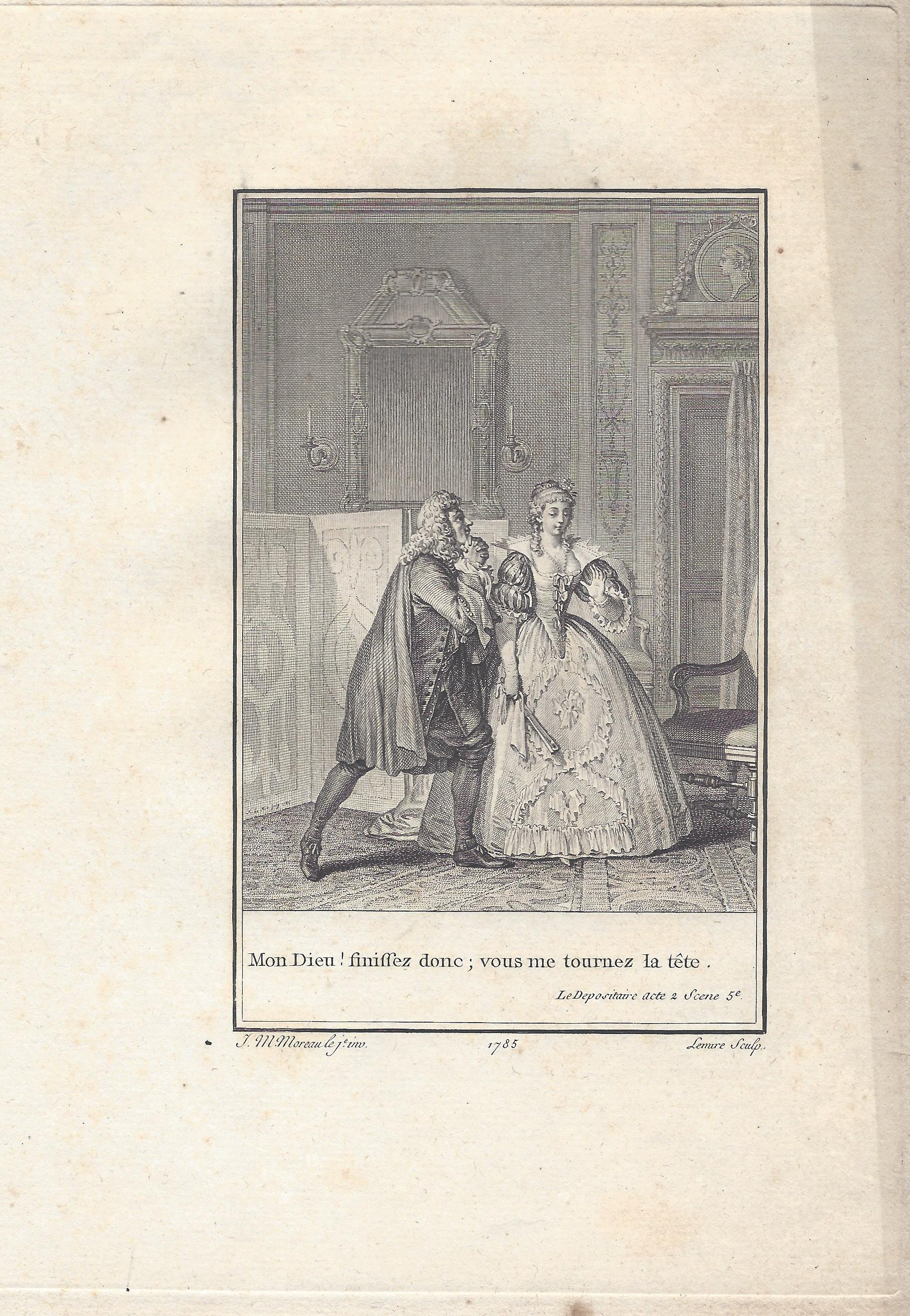
Jean-Michel Moreau: Illustration zu Le Dépositaire, 1785

Le Dépositaire, mit deutschem Titel Der Treuhänder, ist eine 1767 entstandene Komödie in fünf Akten und in Versen von Voltaire. Das von der Comédie-Française abgelehnte Stück wurde 1767 auf dem Land uraufgeführt und 1772, nach einer Aufführung in Lyon, in Buchform veröffentlicht.

## Handlung
Akt 1
Die Handlung spielt im Haus der Ninon de Lenclos im Pariser Viertel Marais. Der verstorbene Gourville hatte sein früherer Bankier, den jetzigen Kirchenvorstand Garant mit 200 000 Franc bedacht, die dieser für die beiden Söhne des Erblassers als Vormund verwahren sollte. Diese sind grundverschieden: Der ältere Gourville ist weise, liest alte Autoren, etwa griechische, verachtet die Welt. Der junge Gourville ist dagegen den Freuden der Welt zugewandt und liebt Sophie Agnant. Garant weiß sich mit frommen Worten als rechtschaffen zu geben, Ninon aber misstraut dem Scheinheiligen. So setzt sie es durch, dass 4000 Écu des Vaters auch tatsächlich unter den Brüdern nach gleichen Anteilen aufgeteilt werden.
Akt 2
Der ältere Sohn hält Garant für einen Charakter der Ehre und Rechtschaffenheit. So gelingt es dem Vormund – mit der Begründung, Geld sei unnütz den Herzen, die sich von den Nichtigkeiten der Welt gelöst hätten – leicht, sich die 2000 Écu von seinem Mündel aushändigen zu lassen und stellt dabei gleich in Aussicht, dass er auch noch weiteres Geld annehmen könne. Garant lässt sich als Nächstes sein Haus übereignen, worauf der ältere Gourville ihm in aller Naivität sagt: „vous êtes mon Socrate“. Dieser vermeintliche Sokrates erklärt indes Ninon, sein Mündel sei schurkisch, treulos und boshaft, habe sein Haus verkauft, um sie daraus zu entfernen. Der Kirchenvorstand macht ihr einen Heiratsantrag – auch mit dem Hintergedanken, dass sich dadurch ihr beiderseitiges Vermögen vereinen würde. – Sie aber durchschaut den Habgierigen.
Akt 3
Der ältere Gourville ist tieftraurig. Im Hause von Madame Aubert, Garants HUHhhhKusine, hat er beim Spiel sein gesamtes Bargeld verloren und schuldet zudem noch 1000 Écu – bei einer tätlichen Auseinandersetzung mit ihrem Gatten hat er sich obendrein noch Verletzungen zugezogen. Danach erscheint bei ihm der Anwalt Placet und verlangt die Herausgabe seiner Zukünftigen, Claire-Sophie Agnant. Gourville bestreitet, dass sie sich bei ihm befindet.
Akt 4
In jedem Appartement wurde gesucht, Claire-Sophie indes nicht gefunden. Die Eltern fordern dennoch von Gourville, er solle ihre Tochter herausgeben. Placet präsentiert Briefe des älteren Gourville an Sophie – der erklärt, es handele sich um Fälschungen. Sein jüngerer Bruder will nun Sophie heiraten, er habe 100000 Franc – das interessiert die Eltern: Die Mutter redet ihn schon als Schwiegersohn an. Er sagt, ihre Tochter sei bei Garant versteckt. Dieser leugnet dies jedoch, ebenso schulde er dem jungen Gourville keine 100000 Franc.
Akt 5
Ninon rettet das Erbe der beiden einfältigen Brüder Gourville aus den Klauen des habgierigen Kirchenvorstandes: Gourville verfasste ein zweites Testament. Nach diesem hat Garant kein Recht auf die 200 000 Franc – das Geld wird unter den Brüdern aufgeteilt und Ninon versichert: Sobald Sophie weiß, dass man sie verheiraten wird, wird sie wieder auftauchen.

## Literarische Vorlage und biografische Bezüge
Voltaire war als hochbegabter Junge der Lebedame und Salonnière Ninon de Lenclos, einer Klientin des Vaters, vorgestellt worden und wurde von ihr testamentarisch mit einem kleinen Legat bedacht. Voltaire erwies ihr 1767 eine späte Reverenz, in dem er sie zur Heldin seiner letzten Komödie machte. Die Handlung beruht auf einem wahren Erlebnis Ninons, das sie Molière anvertraute.

## Aufführungen und zeitgenössische Rezeption
Die Komödie wurde 1767 „auf dem Land“ an einem unbekannten Ort erstmals aufgeführt. Von Voltaire an der Comédie-Française eingereicht, wurde das Stück am 7. Februar 1770 den Schauspielern vorgelesen, aber im letzten Moment verboten. Eine erste öffentliche Aufführung fand nach dem Brief Voltaires an d’Argental vom 5. September 1772 mit großem Beifall in Lyon statt.

## Drucklegung
Le Dépositaire erschien erstmals 1772 in Genf bei Cramer im zwölften Band der Nouveaux Mélanges, den Supplementbänden zur Werkausgabe von 1764. Ein Einzeldruck erschien erstmals 1772 in Lausanne bei Grasset. Drei weitere Ausgaben folgten bis 1773, was für eine mäßige Akzeptanz der Leserschaft spricht.

## Beigabe
In einem kurzen Vorwort berichtet Voltaire die zugrunde gehende Anekdote aus dem Leben der Ninon de Lenclos sowie eine eigene Erfahrung aus der Jugend mit einem bigotten betrügerischen Geldverleiher.

## Erste Ausgaben
- Le Dépositaire, comédie, in: Nouveaux Melanges Philosophiques, Historiques, Critiques, etc., Douzieme Partie, (Genf, Cramer), 1772, 8°, S. 1–114. online
- Le Dépositaire, comédie en cinq actes, Lausanne, Grasset, 1772, 8°, 116 S.
- Le Dépositaire, comédie en cinq actes, Lausanne, Grasset (vermutlich Lyon), 1772, 8°, 84 S.
- Le Dépositaire, comédie en vers en cinq actes, par M. de Voltaire, ohne das Vorwort, Genf und Paris, Valadé, 1772, 8°, 91 S. online
- Le Dépositaire, comédie en cinq actes, Londres, 1773, 8°, 112 S.
- Le Dépositaire, comédie en vers en cinq actes, par M. de Voltaire, Paris, Didot l’Ainé, 1779, 8°, 72 S. online

## Belege
1. ↑  Vgl. Voltaire. Oeuvres complètes 6. Théâtre – Tome cinquième. Paris 1877, p. 389–472. Siegfried Detemple: Der Treuhänder, in: Voltaire: Die Werke. Katalog zum 300. Geburtstag. Reichert, Wiesbaden 1994, S. 224 f.
2. ↑  Valérie André: Le Dépositaire, in: Dictionnaire Voltaire, Hachette Livre, 1994, S. 49.
3. ↑  Valérie André: Le Dépositaire, in: Dictionnaire Voltaire, Hachette Livre, 1994, S. 49.